# 5th Destroyer Flotilla
La 5ª flottiglia di cacciatorpediniere (in inglese: 5th Destroyer Flotilla) britannica, o Quinta flottiglia di cacciatorpediniere (in inglese: Fifth Destroyer Flotilla), fu una flottiglia della Royal Navy attiva dal 1910 al 1942 e nuovamente dal 1947 al 1951.

## Storia
La flottiglia fu formata nel febbraio del 1910 e sciolta nel 1942. Il suo primo comandante fu il capitano Herbert E. Holmes-à-Court e il suo ultimo comandante prebellico fu il capitano Llewellyn V. Morgan. Fu riformata nel giugno 1939 sotto il comando del capitano Louis Mountbatten ed era composta da nuovi cacciatorpediniere di classe J e K, ancora in costruzione. La flottiglia partecipò alla campagna di Norvegia e all'Operazione Medium, al bombardamento di Cherbourg nell'ottobre 1940, per poi trasferirsi nel Mediterraneo nell'aprile 1941. Alla fine di maggio del 1941, le navi del "Fighting Fifth" erano state affondate o dichiarate disperse durante la battaglia di Creta. La flottiglia venne riformata brevemente ad Alessandria d'Egitto e composta da cacciatorpediniere di classe Hunt.
La flottiglia venne riattivata nel marzo 1947 fino al dicembre 1951. Nel gennaio 1952 venne ribattezzata 5th Destroyer Squadron.

## Composizione

### Prima guerra mondiale

#### Flotta del Mediterraneo, dall'agosto 1914 al novembre 1918
- HMS Beagle[6]
- HMS Bulldog
- HMS Foxhound
- HMS Pincher †[N 1]
- HMS Grasshopper
- HMS Mosquito
- HMS Scorpion
- HMS Scourge
- HMS Racoon †[N 2]
- HMS Renard
- HMS Wolverine †[N 3]
- HMS Rattlesnake
- HMS Grampus
- HMS Savage
- HMS Basilisk
- HMS Harpy

### Periodo tra le due guerre

#### Flotta atlantica, aprile 1925
- HMS Malcolm (Leader)[7]
- HMS Vanessa
- HMS Vanity
- HMAS Vendetta
- HMS Vesper
- HMS Vivacious
- HMS Voyager †[N 4]
- HMS Walrus †[N 5]
- HMS Wryneck †[N 6]

#### Flotta atlantica, ottobre 1934
- HMS Wallace (Leader)[7]
- HMS Vimy
- HMS Velox
- HMS Versatile
- HMS Vortigern †[N 7]
- HMS Walker
- HMS Warwick †[N 8]
- HMS Watchman
- HMS Wessex †[N 9]

#### Home Fleet, luglio 1939
- HMS Exmouth (Leader)[7] †[N 10]
- HMS Echo
- HMS Eclipse †[N 11]
- HMS Electra †[N 12]
- HMS Encounter †[N 13]
- HMS Escapade
- HMS Escort †[N 14]
- HMS Esk †[N 15]
- HMS Express

### Seconda guerra mondiale

#### Nore Command, Harwich Sub Command, giugno 1940
- HMS Jackal[8] †[N 16]
- HMS Jaguar †[N 17]
- HMS Javelin
- HMS Jersey †[N 18]
- HMS Jervis
- HMS Kashmir †[N 19]
- HMS Kelly †[N 19]
- HMS Kelvin
- HMS Kipling †[N 20]

#### Western Approches Command, Plymouth, gennaio 1941
- HMS Kelly (Leader)[9] †[N 19]
- HMS Jupiter †[N 21]
- HMS Kipling †[N 20]
- HMS Jaguar †[N 17]
- HMS Jersey †[N 18]
- HMS Kashmir †[N 19]

#### Mediterranean Fleet, Alexandria, gennaio 1942
- HMS Avon Vale[10]
- HMS Beaufort, assegnata al porto di Freetown, Sierra Leone
- HMS Dulverton †[N 22]
- HMS Eridge, assegnata al porto di Tobruk, Libia †[N 23]
- HMS Farndale, assegnata al porto di Tobruk, Libia
- HMS Heythrop †[N 24]
- HMS Hurworth, assegnata al porto di Freetown, Sierra Leone †[N 25]

### Dopoguerra

#### Home Fleet dal marzo 1947
- HMS Solebay (Leader)[11]
- HMS Cadiz
- HMS Gabbard
- HMS St. James
- HMS St. Kitts
- HMS Sluys

#### Home Fleet 1947
- HMS Solebay (Leader)
- HMS Cadiz
- HMS Gabbard
- HMS St. James
- HMS St. Kitts
- HMS Sluys

#### Home Fleet 1948
- HMS Solebay (Leader)
- HMS Cadiz
- HMS Gabbard
- HMS St. James
- HMS St. Kitts
- HMS Sluys

#### Home Fleet 1949
- HMS Solebay (Leader)
- HMS Cadiz
- HMS Gabbard
- HMS St. James
- HMS St. Kitts
- HMS Sluys

#### Home Fleet 1950
- HMS Solebay (Leader)
- HMS Cadiz
- HMS Gabbard - (settembre 1950)
- HMS St. James - (settembre 1950)
- HMS St. Kitts
- HMS Sluys

#### Home Fleet 1951
- HMS Solebay (Leader)
- HMS Cadiz - in seguito sostituito dall'HMS Gabbard
- HMS St. Kitts - in seguito sostituito dall'HMS St. James
- HMS Sluys